# 北野和子
北野 和子（きたの わこ、1999年9月8日 - ）は、日本の女子ラグビーユニオン選手。

## プロフィール
- 兵庫県出身[2]。
- ポジションはプロップ(PR)、フッカー(HO)。
- 身長 166cm、体重 65kg
- 女子日本代表キャップは7（2022年11月現在）。
- 兄はラグビー選手の北野幹（神戸甲北高校・流通経済大学・JR西日本レイラーズ）[3]。

## 略歴
2018年、神戸甲北高校卒業後、流通経済大学に入る。
2019年7月13日に行われた女子オーストラリア遠征女子オーストラリア代表戦にて先発出場で女子日本代表初キャップを獲得した。
2022年、流通経済大学卒業後、三重パールズに加入。同年9月、ラグビーワールドカップ2021の女子日本代表に選ばれた。

## 主な成績
- 2020 年 第６回全国女子ラグビーフットボール選手権大会 優勝[7]